# 佐賀県道285号大詫間光法停車場線
佐賀県道285号大詫間光法停車場線（さがけんどう285ごう おおだくまみつのりていしゃじょうせん）は、佐賀県佐賀市を通る一般県道である。

## 概要
佐賀市川副町大字大詫間から佐賀市北川副町大字光法に至る。県道名の停車場は、旧国鉄佐賀線光法駅のことである。
筑後川河口の島大詫間と川副町を川副大橋で結び、川副町から諸富町を経て北川副町まで佐賀市南東部を南北に走る。

### 路線データ
- 起点：佐賀県佐賀市川副町大字大詫間（佐賀県道・福岡県道140号大詫間大川線交点）
- 終点：佐賀県佐賀市北川副町大字光法（光法交差点、国道208号交点、佐賀県道266号江上光法停車場線終点）

## 路線状況

### 重複区間
- 国道444号（佐賀市川副町大字早津江・中津交差点 - 佐賀市諸富町大字為重・柳の内交差点）
- 福岡県道・佐賀県道18号大牟田川副線（佐賀市川副町大字早津江）
- 佐賀県道48号佐賀外環状線（佐賀市諸富町大字為重・柳の内交差点 - 三重交差点）

### 道路施設

#### 橋梁
- 川副大橋：延長695 m、1983年度（昭和58年度）完成[1]（早津江川、佐賀市）
- 和崎橋（佐賀市）
- 下早橋（佐賀市、国道444号重複区間内）
- 棚筋橋（佐賀市、国道444号重複区間内）
- 飛瓶橋（佐賀市、国道444号重複区間内）
- 一本松橋（佐賀市、国道444号重複区間内）
- 上早橋（佐賀市、国道444号重複区間内）
- 南浦堀橋（佐賀市）
- 水町橋（佐賀市）
- 白深橋（佐賀市）
- 八反田橋（佐賀市）

## 地理

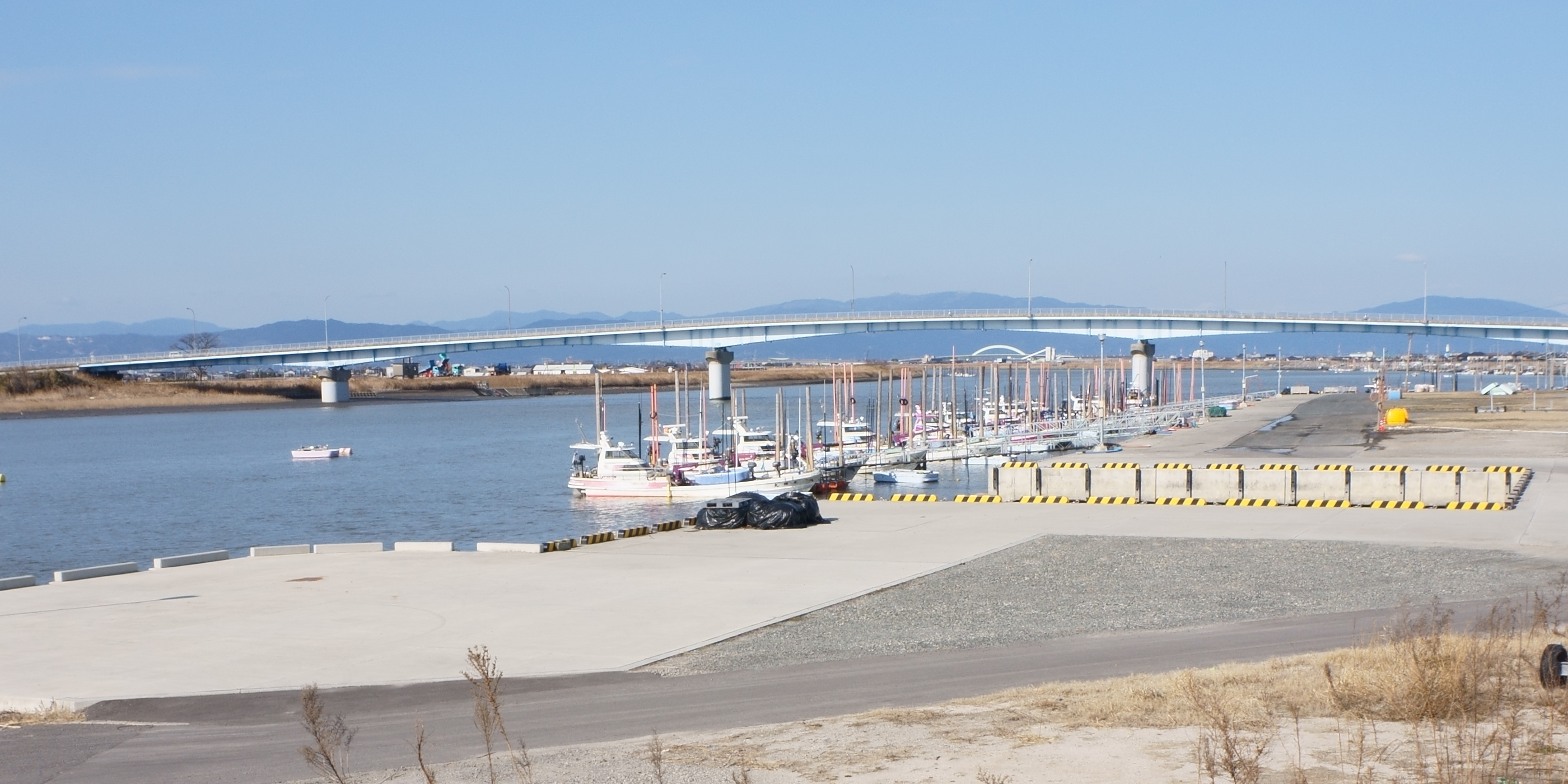
川副大橋

### 通過する自治体
- 佐賀市

### 交差する道路
| 交差する道路                                                                  | 交差する場所     | 交差する場所      |
| ----------------------------------------------------------------------------- | ---------------- | ----------------- |
| 佐賀県道・福岡県道140号大詫間大川線                                           | 川副町大字大詫間 | 起点              |
| 国道444号 重複区間起点                                                        | 川副町大字早津江 | 中津交差点        |
| 福岡県道・佐賀県道18号大牟田川副線 重複区間起点                               | 川副町大字早津江 |                   |
| 福岡県道・佐賀県道18号大牟田川副線 重複区間終点                               | 川副町大字早津江 | 早津江橋西交差点  |
| 国道444号 重複区間終点 佐賀県道48号佐賀外環状線 重複区間起点 佐賀南部広域農道 | 諸富町大字為重   | 柳の内交差点      |
| 佐賀県道48号佐賀外環状線 重複区間終点                                         | 諸富町大字為重   | 三重交差点        |
| 国道208号 佐賀県道266号江上光法停車場線                                       | 北川副町大字光法 | 光法交差点 / 終点 |

### 沿線
- 佐賀市立大詫間小学校（起点付近）
- 佐賀南警察署 早津江駐在所
- 佐賀市立中川副小学校
- 旧国鉄佐賀線光法駅跡（終点付近）